# Kontraruch rowerowy
Kontraruch rowerowy – organizacja ruchu drogowego dająca możliwość poruszania się rowerem w kierunku przeciwnym do ogólnej organizacji ruchu.

## Stosowanie

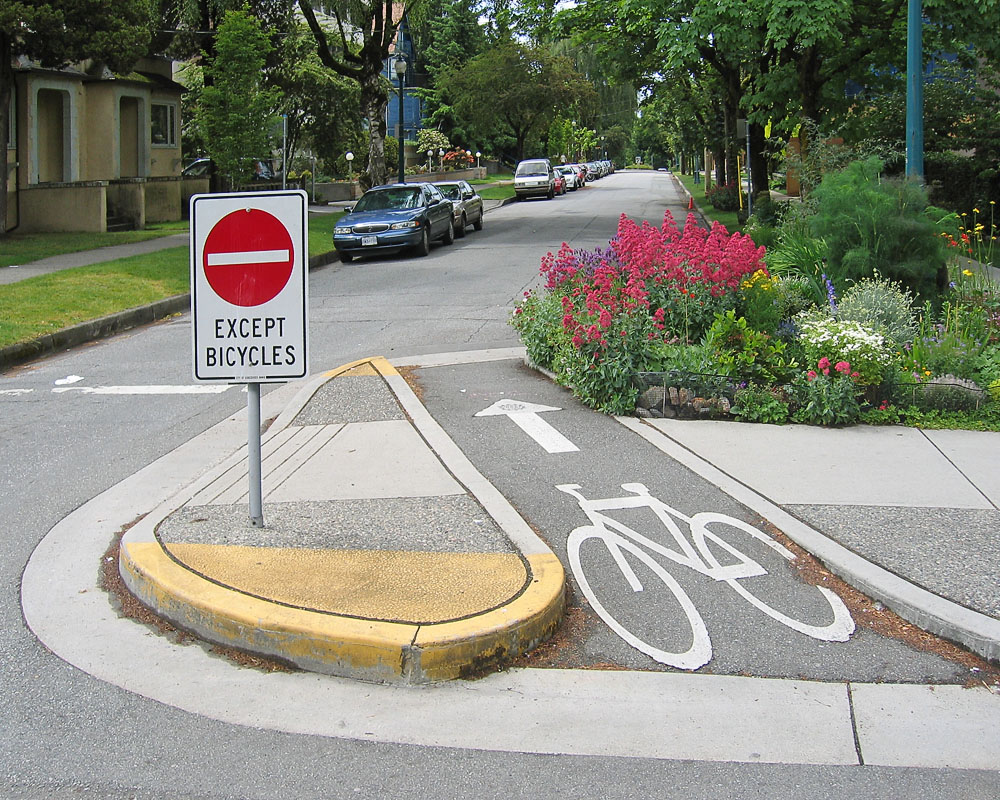
Ulica z kontraruchem w Kanadzie

Kontraruch jest powszechny w wielu krajach Unii Europejskiej, m.in. w Belgii, Francji, Holandii, Niemczech, na Węgrzech i w Wielkiej Brytanii. W Belgii i Francji zarządcy drogi mają prawny obowiązek stosowania takiej organizacji ruchu jako domyślnej.
Pierwszą jednokierunkową ulicą w Polsce, na której dopuszczono dwukierunkowy ruch rowerów jest ulica Wroniecka w Poznaniu, na której kontraruch wprowadzono w 1993 roku. Natomiast pierwszym miastem, w którym wprowadzono kontraruch na wszystkich jednokierunkowych ulicach w mieście, jest Radom, gdzie wprowadzanie kontraruchu zakończono w 2014 roku. Takich ulic było wówczas w Radomiu 52, a już w 2003 roku na pierwszej z nich dopuszczony został kontraruch. Najwięcej takich ulic jest natomiast w Krakowie i Gdańsku, gdzie takich ulic z taką organizacją ruchu jest odpowiednio ponad 300 i ponad 200

## Zalety
Dzięki kontraruchowi rowerzyści mogą omijać niebezpieczne ulice i skrzyżowania o dużym natężeniu ruchu, a także często skracać pokonywany dystans, co dodatkowo zwiększa konkurencyjność roweru wobec innych środków transportu. Dodatkowo w pewnych konfiguracjach kontraruch ogranicza konieczność wykonywania przez rowerzystów manewru skrętu w lewo, który to manewr najbardziej naraża ich na potrącenie przez samochód.

## Oznakowanie i uwarunkowania prawne w Polsce

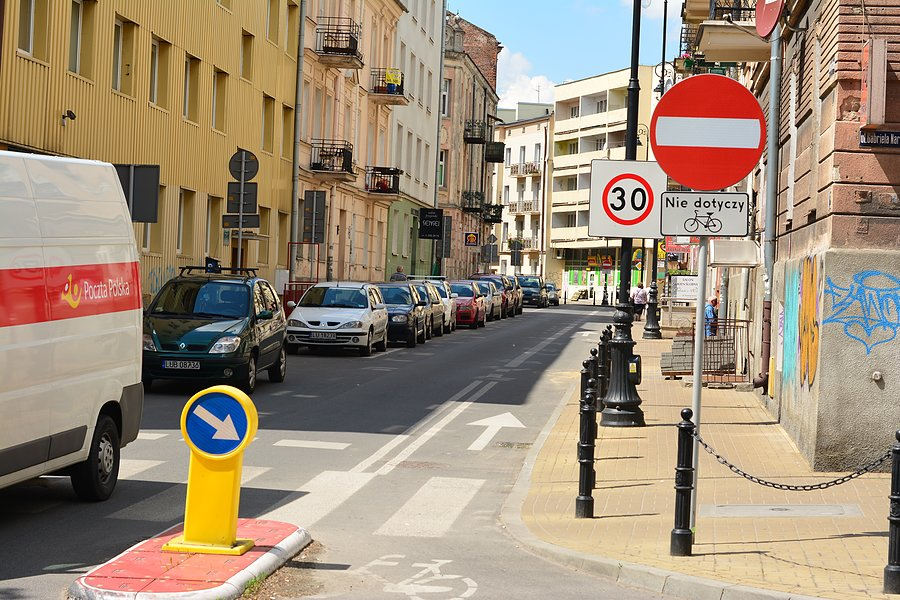
Kontrapas rowerowy w Lublinie

Na ulicach z kontraruchem wymagane jest jedynie oznakowanie pionowe w postaci tabliczek T-22 „Nie dotyczy rowerów” pod znakami zakaz wjazdu i droga jednokierunkowa. Czasem poza oznakowaniem pionowym stosuje się dodatkowo oznakowanie poziome w postaci P-27 „kierunek i tor ruchu roweru” (tzw. sierżantów rowerowych – rowerów z podwójnym daszkiem). Innym sposobem organizacji kontraruchu jest kontrapas, czyli specjalny pas ruchu dla rowerów jadących „pod prąd”.
Kwestia dwukierunkowego ruchu rowerów na jezdniach dróg jednokierunkowych została uregulowana w rozporządzeniu ministra infrastruktury i rozwoju z dnia 3 lipca 2015, zmieniającym rozporządzenie w sprawie szczegółowych warunków technicznych dla znaków i sygnałów drogowych oraz urządzeń bezpieczeństwa ruchu drogowego i warunków ich umieszczania na drogach. Wcześniej przepisy były nieprecyzyjne i przez to kontraruch był rzadko stosowany.
Stosowanie kontraruchu jest możliwe tylko w obszarze zabudowanym. Jeżeli maksymalna dozwolona prędkość nie jest większa niż 30 km/h, to nie jest wymagane wyznaczanie osobnego pasa do jazdy „pod prąd”.